# IC 4795
IC 4795 ist eine Spiralgalaxie vom Hubble-Typ Sc im Sternbild Pfau am Südsternhimmel. Sie ist schätzungsweise 202 Millionen Lichtjahre von der Milchstraße entfernt.
Das Objekt wurde am 13. August 1901 von DeLisle Stewart entdeckt.